# NGC 968
NGC 968 ist eine Elliptische Galaxie vom Hubble-Typ E4 im Sternbild Dreieck am Nordsternhimmel. Sie ist schätzungsweise 167 Millionen Lichtjahre von der Milchstraße entfernt und hat einen Durchmesser von etwa 180.000 Lichtjahren. Vom Sonnensystem aus entfernt sich die Galaxie mit einer errechneten Radialgeschwindigkeit von näherungsweise 3.600 Kilometern pro Sekunde. Laut Daten bildet sie gemeinsam mit PGC 9789 ein gravitativ gebundenes Galaxienpaar.
Im selben Himmelsareal befinden sich unter anderem die Galaxien PGC 9816, PGC 9820, PGC 2050624, PGC 2050768.
Das Objekt wurde am 5. Dezember 1879 von Édouard Stephan entdeckt.